# Waltzing Matilda

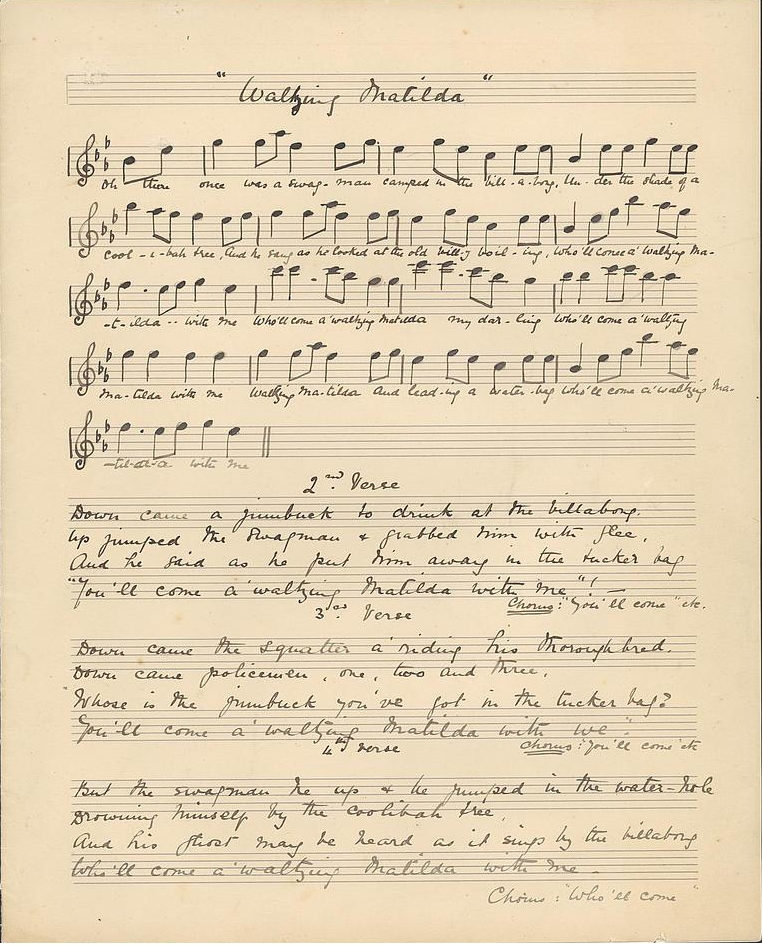
Canção folclórica

Waltzing Matilda é a canção folclórica mais popular da Austrália. Muitos australianos consideram-na mesmo como um segundo hino nacional, ou uma alternativa ao oficial Advance Australia Fair. Sua letra foi escrita em 1895 pelo poeta Banjo Paterson.